# 金伊溫
金伊溫（韓語：김이온，2004年8月15日—），本名郭裕珍，韓國女演員。2020年透過網路劇《致美麗的我們》出道。

## 影視作品

### 劇集
| 年份 | 播放平台 | 劇名             | 角色     | 備註  |
| 2020 | Kakao TV | 《致美麗的我們》 | 郭裕珍   | [ 1 ] |
| 2021 | MBC      | 《衣袖紅鑲邊》   | 清衍郡主 | [ 2 ] |

### 電影
| 年份 | 劇名     | 角色 | 備註 |
| 2024 | 《火女》 | 少女 |      |

### 音樂錄影帶
| 年份 | 歌手    | 曲目          | 備註  |
| 2022 | KINGDOM | 《Ascension》 | [ 3 ] |
| 2022 | KINGDOM | 《Promise》   | [ 3 ] |

## 外部連結
- 金伊溫的Instagram帳戶
- 金伊溫在NAVER上的资料
- 金伊溫在Daum上的资料
- 金伊溫在互联网电影资料库（IMDb）上的資料（英文）
- 金伊溫在HanCinema的頁面（英文）